# Wolfenstein 3D
Wolfenstein 3D é um jogo eletrônico de tiro em primeira pessoa desenvolvido pela id Software e publicado pela Apogee Software e FormGen. Foi originalmente lançado na América do Norte em 5 de maio de 1992, para MS-DOS, inspirado pelo jogo eletrônico  Castle Wolfenstein da Muse Software. Em Wolfenstein 3D, o jogador assume o comando do espião aliado William "B.J." Blazkowicz durante a Segunda Guerra Mundial, com o objetivo de escapar de uma prisão Nazista localizada no Castelo Wolfenstein e cumprir uma série de missões cruciais. O jogador explora vários níveis a fim de encontrar um elevador que irá dar acesso aos próximos estágios ou matar o chefe final, enfrentando soldados nazistas, cães e outros inimigos com facas, pistolas e demais armas.
Wolfenstein 3D foi o segundo principal lançamento da id Software, depois da série Commander Keen. Em meados de 1991, o programador John Carmack fez experimentos com um motor de jogo 3D restringindo a jogabilidade e o ponto de vista para um único plano, produzindo como protótipo Catacomb 3-D. Após uma reunião em que se decidiu mudar o ramo dos jogos da empresa para um gênero mais violento, que por sua vez era antes direcionados para "títulos em família", o programador John Romero sugeriu fazer um remake do jogo de tiro furtivo Castle Wolfenstein, transformando-o em um lançamento de ação. Ele e o designer Tom Hall criaram Wolfenstein 3D através de um motor de jogo desenvolvido pelo próprio Carmack, com o intuito proporcionar uma jogabilidade rápida e violenta, ao contrário dos outros jogos disponíveis no mercado da época. A arte de Wolfenstein 3D foi criada por Adrian Carmack, e os efeitos sonoros por Bobby Prince. O jogo foi lançado pela Apogee através de dois sets de três episódios pelo modelo shareware, onde o primeiro episódio é distribuído gratuitamente para o consumidor se interessar e pagar pelos restantes. Um episódio extra, Spear of Destiny, foi apresentado para o público pela FormGen.
Wolfenstein 3D teve um grande sucesso critico e comercial, ganhando vários prêmios e vendendo 200 mil cópias até o final de 1993. É consenso entre os historiadores de jogos eletrônicos que Wolfenstein 3D ajudou a popularizar o gênero de tiro em primeira pessoa e estabelecer o padrão dos jogos de ação subsequentes, além de tornar mais popular a viabilidade do modelo shareware no período. A FormGen desenvolveu outros dois episódios, enquanto que a Apogee lançou um pacote de 800 níveis criados pelos fãs. A id Software jamais resolveu investir novamente na série, mas licenciou o motor de jogo para outros jogos antes de liberar gratuitamente o código em 1995, e diversos lançamentos da série Wolfenstein foram desenvolvidos por outras companhias desde 2001.

## Jogabilidade

Uma captura de tela do jogo para a versão DOS, onde o jogador abre fogo contra guardas nazistas usando uma pistola-metralhadora.

Wolfestein 3D é um jogo de tiro em primeira pessoa de um jogador que apresenta gráficos 3D rudimentares. O jogo é dividido em níveis, que por sua vez estão estabelecidos em uma elevação plana e subdividido em salas separadas umas das outras por portas e paredes, todas da mesma altura. Cada nível é basicamente um búnquer nazista decorado com ornamentos do partido Nazi. Para finalizar um estágio, o jogador precisa explorar a área e alcançar um elevador. Originalmente eram dez episódios agrupados por nomes característicos, com o final de cada nível apresentando uma batalha contra um chefe de dificuldade gradual. Enquanto atravessa esses níveis, o jogador deve enfrentar guardas e soldados nazistas, cães e outros inimigos enquanto procura por suprimentos de munição e saúde. O jogador pode encontrar armas e munições espalhadas pelo estágio ou coletar dos inimigos abatidos; as armas incluem facas, pistolas, pistolas-metralhadoras e metralhadoras. Enquanto que os níveis são apresentados em uma perspectiva 3D, os inimigos são computadorizados através de um sprite 2D definidos a partir do ângulo do jogador, uma técnica algumas vezes denominada 2,5D.
A saúde do jogador é representada por uma percentagem inicial de 100, que é reduzida conforme sofre danos de tiros ou de outros ataques dos inimigos. Se a percentagem chegar a zero, o jogador perde uma vida e recomeça o estágio com uma faca, uma pistola e oito munições. O jogador começa cada episódio com três vidas e pode obter mais caso encontre vidas extras no cenário ou atingir uma pontuação especifica. Os pontos são alcançados abatendo inimigos, coletando todos os tesouros, achando áreas secretas ou completando o nível em um certo tempo; as estatísticas do jogador quanto ao tempo e a pontuação são mostradas quando um nível é completado. Áreas secretas contêm tesouros, saúde e munição, e podem ser reveladas quando o jogador seleciona um elemento especifico escondido, da mesma forma que abre portas. A versão original do jogo permite que o jogador salve o seu progresso em qualquer ponto da campanha, embora em muitas portabilidades isso só seja permitido quando for alcançado um novo nível.

## Enredo
Wolfenstein 3D é dividido em dois sets de três episódios: "Escape from Castle Wolfenstein", "Operation: Eisenfaust", e "Die, Führer, Die!", caracterizando a primeira trilogia, com a segunda trilogia composta por: "The Nocturnal Missions" (incluindo "A Dark Secret"), "Trail of the Madman", e "Confrontation". O protagonista é William "B.J." Blazkowicz, um espião estadunidense de ascendência polonesa, e o jogo mostra seus esforços em destruir o regime Nazista. Em "Escape", Blazkowicz foi capturado enquanto tentava encontrar os planos da "Operação Eisenfaust" (Punho de Ferro) e é aprisionado no Castelo Wolfenstein, no qual deve escapar. Em "Operation: Eisenfaust", o protagonista continua sua empreitada e frustra o plano Nazista em criar um exército de mortos vivos no Castelo Hollehammer, enquanto que em "Die, Führer, Die!" ele se infiltra no Führerbunker embaixo do Palácio do Reichstag, o que acaba culminando na batalha final contra Adolf Hitler vestindo um equipamento robótico equipado com quatro metralhadoras.
"The Nocturnal Missions" é uma pré-sequência que conta o plano alemão para uma guerra química. Em "A Dark Secret", é retratado os esforços iniciais das primeiras pesquisas Nazis em melhorar a tecnologia armamentista, pelas mãos dos cientistas responsáveis pela fabricação de armas. "Trail of the Madman" ocorre no Castelo de Erlangen, onde Blazkowicz atinge o objetivo de achar os mapas e planos da guerra química. A história termina em "Confrontation", onde ele enfrenta um general nazista que está por trás da iniciativa da guerra com armas químicas, no Castelo de Offenbach.
Um episódio extra intitulado Spear of Destiny foi lançado separadamente pela FormGen.[carece de fontes?] Acontece em uma pré-sequência diferente onde Blazkowicz tenta recapturar a Lança do Destino dos nazistas depois de ser roubada do Palácio de Versailles. Posteriormente a FormGen lançou duas continuações, "Return to Danger" e "Ultimate Challenge", em que Blazkowicz  protagoniza a busca contra outro grupo de nazistas que roubaram novamente a Lança do Destino, como parte de um plano para construir uma arma nuclear e evocar demônios.

## Desenvolvimento

Uma renderização ray casting similar a aquela usada no motor de jogo de Wolfenstein 3D. O ponto vermelho é o jogador em si. A área laranja representa o campo de visão do jogador.

Entre outubro e dezembro de 1990, um time de desenvolvedores do estúdio de programação Softdisk se reuniram para debaterem ideias do desenvolvimento de um jogo eletrônico chamado Commander Keen in Invasion of the Vorticons, o primeiro jogo em três partes da série Commander Keen. O grupo, que trabalhava para a Softdisk em Shreveport, Luisiana, desenvolviam jogos para a revista Gamer's Edge e era composto pelos programadores John Romero e John Carmack, o designer Tom Hall, o artista Adrian Carmack e o diretor Jay Wilbur. Depois do lançamento do jogo em dezembro através do modelo shareware pelo selo da Apogee Software, o time planejou sair da Softdisk e criar sua própria companhia. O dono da Softdisk, Al Vekovius, se opôs ao plano pois a nova companhia iria usar os recursos da Softdisk, incluindo o conhecimento acumulado através de jogos lançados anteriormente pela empresa, enquanto que a equipe levava os computadores para a casa de John Camarck e não faziam segredo de suas intenções. Depois de algumas semanas de negociação, a equipe de desenvolvedores aceitou trabalhar no desenvolvimento de jogos da Gamer's Edge uma vez a cada dois meses.
O grupo decidiu denominar o nome da nova companhia de "Ideias from the Deep", a empresa que hoje é chamada de id Software, e começaram a desenvolver seus próprios protótipos. Adrian Carmack explorou um gênero de jogos mais sombrios, enquanto que John Carmack se interessou por computação gráfica 3D, tecnologia na época usada quase exclusivamente em simuladores de voo amadores, como Wing Commander (1990). Carmack acreditava que isso ocorria por causa das limitações dos computadores pessoais da época, os quais tinham dificuldade em suportar jogos de ação velozes por causa do número de renderizações que seriam necessários calcular por segundo. Em 1991, ele experimentou qual seria a limitação de renderização que um computador suportaria, criando níveis com paredes em uma grade plana ao invés de ângulos e objetos voláteis. Ele também experimentou criar gráficos através de ray casting, onde somente o campo de visão do jogador era calculado ao invés de toda a área de jogo. Depois de seis semanas de desenvolvimento, Carmack criou um motor de jogo 3D rudimentar que usava sprites 2D animados para os inimigos. A id Software então usou o motor para o jogo lançado em abril de 1991, Hovertank 3D, onde o jogador dirige um tanque de guerra por um plano de paredes coloridas e ataca monstros nucleares. No outono de 1991, depois da equipe ser relocada para Madison, e finalizar o motor de Commander Keen in Goodbye, Galaxy, Carmack soube do jogo Ultima Underworld, um RPG eletrônico em desenvolvimento pela Looking Glass Studios. Uma característica de Ultima Underworld era o seu mapeamento de textura 3D que não apresentava as mesmas limitações de Hovertank de paredes planas e iluminação simplificada. Decidido que poderia introduzir mapeamentos de textura sem sacrificar um motor otimizado ou exigir maiores requerimentos do sistema como era necessário em Underworld, Carmack trabalhou durante seis semanas em outro jogo da Softdisk, Catacomb 3-D, lançado em novembro de 1991. Vendo os avanços na área, Scott Miller da Apogee incentivou a equipe a criar jogos de ação 3D que usassem o modelo shareware.

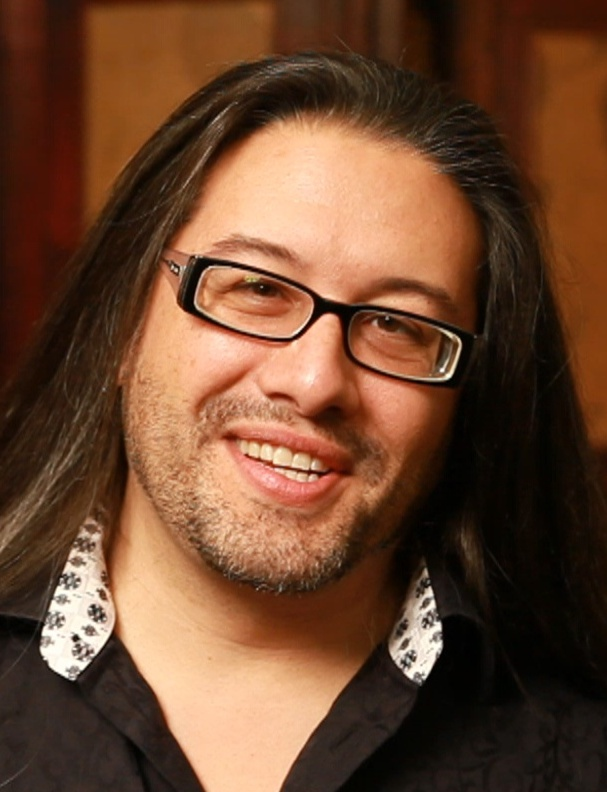
John Romero em 2012.

Em novembro de 1991, com a segunda trilogia de Commander Keen perto de ser finalizada e as obrigações contratuais com a Softdisk prestes a acabarem, a id Software começou a planejar seu próximo grande lançamento. O Designer Tom Hall, que inicialmente queria fazer a terceira trilogia da série "Keen", reconheceu que graças ao experimentos de Carmack, o foco tinha se direcionado de Jogos eletrônicos de plataforma 2D para títulos de ação 3D. Depois de uma proposta inicial de criar um projeto sci-fi chamado "It's Green and Pissed", Romero sugeriu criar um remake 3D do jogo de 1981 Castle Wolfenstein. A equipe se interessou pela ideia, que trazia um elemento nostálgico ao mesmo tempo que caberia bem em um jogo 3D de tiro e ação otimizado pelo motor de Carmack, enquanto que Adrian Carmack estava interessado em se afastar de "jogos em família" como a série "Keen" para algo mais violento. Encorajado pela boa recepção de sua ideia, Romero propôs um jogo de ação onde o jogador poderia atirar em soldados inimigos e roubar itens dos adversários abatidos. A proposta do modo de jogo seria algo rápido e simples, com Romero acreditando que se fizessem algo complicado e lento com a nova tecnologia 3D, os jogadores talvez não se entusiasmassem. Ele percebeu que o jogo poderia se destacar na indústria, que era dominada por simulações estratégicas e lentas. Adrian e John Carmack estavam entusiasmados com as perspectivas, enquanto que Hall estava receptivo com as propostas e pensava que, como era o designer da companhia, suas ideias conseguiriam ser desenvolvidas posteriormente.
Inicialmente a equipe acreditou que não seri viável usar o nome Wolfenstein por causa dos direitos de marca, e levantaram a possibilidade de vários outros títulos, para então descobrirem que a desenvolvedora original, a Muse Software, tinha saído dos negócios anos antes sem registrar o nome, deixando a possibilidade de intitularem o novo jogo de Wolfenstein 3D. O conceito do jogo foi imediatamente aprovado por Scot Miller da Apogee, que considerava a id Software sua desenvolvedora favorita, e ele então pagou 100 mil dólares adiantados para financiar o projeto. Mark Rein, que alguns meses antes tinha se tornado o presidente interino da id, também financiou a ideia de compartilhar o desenvolvimento de Wolfenstein com a FormGen, que por sua vez tinha publicado o jogo da id de 1991, Commander Keen in Aliens Ate My Babysitter, solucionando o problema em relação as demandas de publicação de Wolfenstein. Isso proporcionou a id a posição privilegiada em vender simultaneamente pelo modelo shareware e pelo mercado varejeiro.

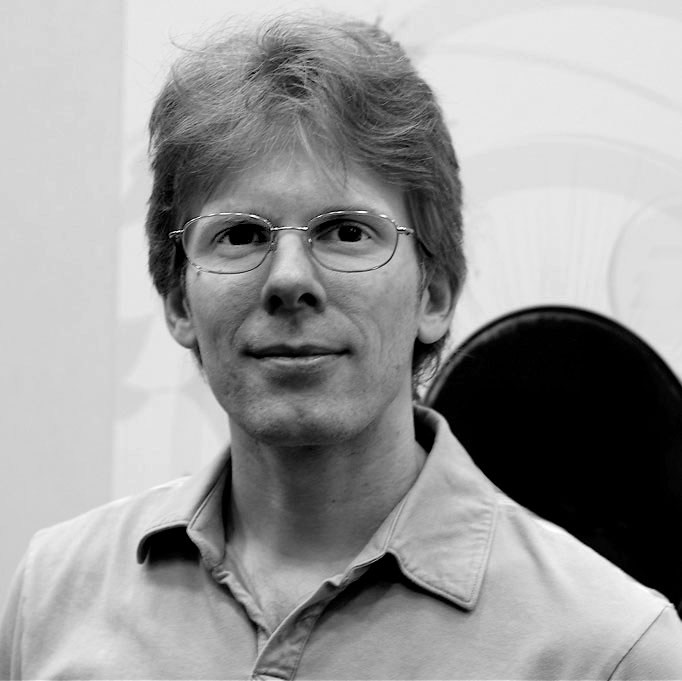
John Carmack em 2006.

Romero e Hall desenvolveram a jogabilidade e a estética; Romero buscava o objetivo de o jogador ter a oportunidade de "acabar com os Nazistas", juntamente com uma atmosfera sombria de um búnquer Nazi ocupado por soldados da Schutzstaffel e pelo próprio Hitler, tal como também por cães ferozes, com embates cheios de sangue "nunca vistos antes na história dos jogos eletrônicos", e que possibilitava o uso de várias armas letais. Hall criou os níveis adicionando itens coletáveis na forma de tesouros e de alimentos que aumentavam a saúde do jogador. Carmack acrescentou algumas características em Wolfenstein 3D que foram usadas em Catacomb 3-D, incluindo portas e objetos decorativos, mas se focou principalmente na jogabilidade rápida com gráficos de alta resolução para a época. Romero por sua vez trabalhou no motor de jogo, removendo elementos do projeto inicial, como vasculhar por itens nos corpos dos inimigos, pois ele achava que atrapalhava a dinâmica rápida do jogo; ao invés disso seriam coletadas automaticamente. O design dos níveis, caracterizados pelo formato labiríntico, foram projetados por Romero e Hall e inspirados pelo jogo Pac-Man, e homenageava os níveis secretos deste. A equipe assegurou que a atmosfera do jogo seria aquela que ele desejavam, com Adrian Carmack acrescentando animações violentas quando os inimigos eram baleados, e músicas e efeitos sonoros compostas por Bobby Prince, que tornavam o barulho das armas as mais realísticas possíveis a fim de cativar o jogador.
Enquanto o desenvolvimento prosseguia, a id Software contratou Kevin Cloud como assistente artístico, e mudaram a sede da companhia para Mesquite, perto onde a Apogee estava estabelecida. Scoot Miller ficou contente de ter sua companhia favorita fixada em uma região próxima, e não somente concordou em aumentar o financiamento para 50 porcento, como também prometeu que a Apogee criaria o próximo jogo da Softdisk, ScubaVenture, logo a id poderia se focar totalmente em Wolfenstein. A intenção era que seria usado o modelo shareware da Apogee em dividir o jogo em três episódios e lançaria o primeiro de graça, com dez níveis por episódio. Embora a equipe fosse capaz de criar um nível em apenas um dia, aproveitando-se de versões modificadas dos mapas 2D de Commander Keen, Miller convenceu o time a desenvolver apenas seis episódios, que poderiam ser vendidos em diferentes pacotes de jogos. Ao mesmo tempo, a equipe mudou sua estrutura e número de funcionários: a id demitiu o presidente interino Mark Rein e trouxe de volta Jay Wilbur, a qual tinha ficado em Shreveport, para ser tanto CEO quanto o homem de negócios da companhia; Bobby Prince mudou temporariamente para o escritório da empresa a fim de gravar efeitos sonoros, enquanto que Adrian Carmack saiu do escritório para evitar o barulho da equipe e se concentrar em suas criações.
Com o jogo perto de ser finalizado, a FormGen contatou a id preocupada com a violência e conteúdo graficamente chocante. Em resposta, a id se aprofundou nesses aspectos; Adrian Carmack adicionou esqueletos, corpos, e sangues detalhísticos nas paredes, e Romero e Hall introduziram gritos e choros em alemão, juntamente com um ângulo de câmera que focaria na morte do chefe final de cada episódio. A equipe também colocou o hino do Partido Nazista, "Horst-Wessel-Lied", na tela inicial. Enquanto isso, John Carmack adicionou paredes secretas que se moviam quando eram selecionadas, uma característica que Hall trabalhou por meses, mas Carmack se opôs por razões técnicas. Hall também introduziu códigos de trapaças, e escreveu uma história para o jogo. Em 5 de maio de 1992, o primeiro episódio pelo modelo shareware foi finalizado e distribuído pela Apogee através do sistema bulletin board. Os outros episódios foram completados algumas semanas depois. O desenvolvimento como todo demorou seis meses, com um custo aproximado de 25 mil dólares para cobrir os alugueis da equipe e 750 dólares mensais de salários.

## Lançamento
O primeiro episódio foi lançado de graça pelo modelo shareware e distribuído pela Apogee, com a primeira trilogia de episódios ficando disponível em 5 de maio pelo nome Wolfenstein 3D, embora os consumidores tivessem apenas a oportunidade de compra-lo apenas algumas semanas mais tarde. A segunda trilogia, produzida pela id através do incentivo de Miller, foi lançada pouco depois em um pacote intitulado The Nocturnal Missions. Os jogadores tinham a opção de comprar as trilogias separadamente ou o jogo completo. Em 1993 a Apogee também lançou o pacote Wolfenstein 3D Super Upgrades, a qual incluía 815 níveis criados pelos fãs, juntamente com um editor de mapas e um gerador aleatório de níveis. A FormGen publicou um episódio duplo que era uma continuação dos episódios da Apogee,  chamado Spear of Destiny. Posteriormente a FormGen lançou em maio de 1994 duas missões intituladas "Return to Danger" e "Ultimate Challenge", cada uma com o mesmo tamanho que Spear of Destiny, e no final daquele ano publicou duas continuações de Spear em um pacote único, Spear of Destiny Super CD Package. A id lançou os seis episódios originais pelo selo da GT Software em 1993 e produziu uma coleção de episódios tanto da Apogeee quanto da FormGen através do apoio da Activision em 1998.
Antes de serem canceladas, a Apogee pretendia criar duas promoções no lançamento original do jogo. A primeira delas aparecia quando o jogador descobria uma passagem secreta onde se encontrava a frase "Ligue para a Apogee e diga lobo-da-terra"; a intenção era que o primeiro que encontra-se o sinal e segui-se as instruções ganharia um prêmio, mas com o rápido surgimento níveis construídos por fãs e programas de trapaça logo após o lançamento, fizeram a Apogee desistir da ideia. A outra promoção seria que, depois de completar um episódio, o jogador receberia um código de três letras além da pontuação total. Esse código teria a função de ser parte de uma competição para quem atingisse a pontuação mais alta. Contudo, com as trapaças e editores de níveis, a competição foi cancelada antes mesmo de um lançamento oficial.
Desde o lançamento, Wolfenstein 3D recebeu portabilidades para várias outras plataformas, incluindo: SNES (1994), Mac OS (1994), Atari Jaguar (1994), Acorn Archimedes (1994), 3DO (1995), Apple IIGS (1998) e PC-98 (1998). A portabilidade para o SNES e o Jaguar foram desenvolvidas pela id, enquanto que as restantes foram produzidas por outras companhias. Mais tarde ocorreu outros lançamentos para Game Boy Advance (2002), Xbox Live Arcade e PlayStation Network, entre elas uma versão para iOS programada pelo próprio Carmack. A portabilidade dos sons, gráficos e níveis algumas se diferem da versão original para SNES, em especial a substituição do sangue por suor, os cães por ratos, e a remoção de todas as referências ao Nazismo, embora a jogabilidade e estética se manterem. A maioria das portabilidades apenas incluem os episódios da Apogee, mas a versão iOS incluí Spear of Destiny, e em 2007 a Steam lançou para PC, OS X e Linux todos os episódios, incluindo as da FormGen. A Bethesda, que em 2009 comprou a id, celebrou o vigésimo aniversário de Wolfenstein 3D produzindo um jogo online grátis do título em 2012.

## Recepção
A id não estava certa sobre a recepção comercial de Wolfenstein, mas esperava arrecadar pelo menos 60 mil dólares no primeiro mês; entretanto, o jogo fez 100 mil dólares no período. A PC Zone citou a fala de um distribuidor shareware, dizendo que Wolfenstein 3D liderava as vendas de sharewere em 1992. No final de 1993, as vendas dos episódios de Wolfenstein 3D como também de Spear of Destiny alcançaram mais de 100 mil unidades cada, e os episódios da Apogee continuaram vendendo bem até o final do ano sem qualquer concorrente a altura. Mais de 20 porcento das vendas ocorreram fora dos EUA, apesar da inexistência de qualquer propaganda ou tradução sem ser o inglês, além de ter sido banido da Alemanha por causa dos símbolos nazistas. Os episódios da Apogee superaram com folga outros jogos sharewere anteriores da empresa como a série Commander Keen e forneceu para a id maior lucro do que o mercado por varejo.
Wolfenstein 3D ganhou em 1993 o prêmio de melhor jogo arcade e de ação da Shareware Industry Awards e um Codie award da Software Publishing Association pelo melhor título de ação e arcade. Foi o primeiro lançamento por shareware a ganhar um Codie, e a id (com seis funcionários) se tornou a menor empresa de sempre a ganhar o prêmio. Wolfenstein 3D foi listado como um dos melhores jogos de 1993 na Game Developers Conference, e nomeado pela VideoGames & Computer Entertainment como o melhor jogo de ação e o título mais inovador do ano, além de ganhar o melhor jogo arcade e de ação pela Compute! e ser nomeado pela  Computer Gaming World como o jogo de ação do ano de 1993.
Wolfenstein 3D também foi bem recebido pela crítica desde o seu lançamento. Chris Lombardi da Computer Gaming World frisou que o jogo tinha um ambiente "esparso [mas] bonito", "assustadoramente realístico" e gráficos "extremamente violentos", como também sons e músicas "imersivas". Notando a violência, ele advertiu as "pessoas sensíveis para que 'ficassem em casa'". Lombardi concluiu que Wolfenstein 3D", juntamente com Ultima Underworld lançando dois meses antes, foi o "primeiro jogo tecnologicamente capaz de criar elementos suficientes para criar suspense emocional ao ponto de o jogador se sentir imersivo em um clima de perigo", atestando que não sabia de qualquer outro jogo que poderia "evocar tamanha tensão psicológica aos jogadores". Wolfenstein recebeu duas vezes 5 estrelas de 5 da Dragon em 1993; Hartley, Patricia e Kirk Lesser definiram o jogo como "definitivamente um dos melhores jogos arcades já criados para PC", elogiando os gráficos e os sons, e dizendo que o "ritmo de ação" poderia "hipnotizar" os jogadores por semanas a ponto de não se preocuparem em relação a violência. Sandy Petersen na sua coluna, alegou que "não existia nada comparado a Wolfenstein" e disse que "estava além de compreensão" em relação ao jogo original de 1981. Ele elogiou de maneira entusiasmada a velocidade e a jogabilidade, chamando-o de "um jogo divertido com altas doses de ação" e "um ótimo jogo, lotado de diversão", embora ele tenha chamado a atenção para as configurações de dificuldade mais altas, que estavam extremamente difíceis. O episódio Spear of Destiny também recebeu notas altas pelo crítico da Computer Gaming World Bryan A. Walker, elogiando a inserção de novos inimigos, embora ele tenha percebido que era essencialmente o mesmo jogo dos lançamentos anteriores.
As primeiras portabilidades do jogo também receberam notas altas, embora as vendas tenham sido descritas como "tímidas". Os quatro críticos da Electronic Gaming Monthly classificaram a versão para SNES como uma boa conversão que manteve a excelente música, o tamanho dos níveis e que tinha a mesma diversão do original, mas definiram a censura dessa versão como inconsequente. A revista teve um parecer similar para a versão do Jaguar, observando que os gráficos e o áudio eram superiores as outras versões do jogo, todavia criticaram os movimentos mais rápidos do jogador, pois tornava-o menos divertido.  A GamePro fez uma avaliação complementar da versão para Jaguar, dizendo que Wolfenstein 3D "criou um novo padrão para os jogos de computadores" e que a versão para Jaguar era a melhor até então, e superior a original por causa da melhoria dos gráficos e dos sons. Major Mike da GamePro avaliou bem a versão para 3D0 graças a ausência de pixelização, a presença de rápido escalonamento, música vibrante e efeitos sonoros de ótima qualidade, mas criticou os controles por causa da alta sensibilidade. Ele conclui que o jogo, que já tinha três anos de idade, "continua impactante como um jogo de tiro em primeira pessoa". Um crítico da Maximum, por outro lado, enquanto destacou que a portabilidade para 3DO era melhor que a original e tão boa quanto a versão para Jaguar, sentiu que a idade pesou quando se comparado com lançamentos recentes da época, como HeXen e a versão para PlayStation de Doom, então a nova portabilidade eram sem sentido, com o jogo sendo "de alguma forma cansativo e bem, bem repetitivo". Um crítico da Next Generation apontou que Wolfenstein 3D continuava "tão viciante quanto sempre" mas essencialmente concordou com a Maximum, argumentando que o interesse por jogos de tiro em primeira pessoa já tinha se deslocado para jogos mais avançados do gênero. Uma crítica mais recente por Daemon Hatfield da IGN, quando o jogo foi lançado na PlaySatation Network, foi mais morna, dizendo que enquanto o jogo estava "ultrapassado", ainda assim era "obrigatório para qualquer fã de tiros em primeira pessoa".

## Legado
Wolfenstein 3D é chamado de "o avô dos jogos de tiro em 3D", mais especificamente dos tiros em primeira pessoa, pois estabeleceu a velocidade e jogabilidade do gênero, além de aumentar a popularidade destes.  Embora tenha existido anteriormente alguns jogos de tiros, eles geralmente eram scrolling shooters, enquanto que Wolfenstein 3D foi essencial para a evolução dos títulos de tiros em primeira pessoa. Também é atribuído como fundamental para o estabelecimento do modelo sharewere e de outras estratégias comerciais da época.; A VideoGames & Computer Entertainment alegou em setembro de 1992 que o jogo "justificou a existência do sharewere", e em julho de 1993 a Computer Gaming World apontou que Wolfenstein "sozinho" demonstrou a viabilidade do modelo sharewere e também o método para publica-lo, acarretando na popularização dos tiros em primeira pessoa que usavam o sharewere.
Durante o seu desenvolvimento, a id se aproximou da Sierra Entertainment, uma das maiores companhias da indústria e empregadora de vários ídolos da equipe, com o objetivo de fazer um acordo com a id. Depois de observarem a série Commander Keen e as primeiras versões de Wolfenstein 3D, o CEO Ken Williams ofereceu comprar a id por 2,5 milhões de dólares e incorpora-la como um estúdio de desenvolvimento. A equipe estava entusiasmada com a proposta, mas logo se percebeu diferenças ideológicas entre as duas companhias durante uma visita a sede da Sierra e ficaram hesitantes em aceitar; Romero propôs um pagamento de 100 mil dólares de entrada ao invés de aceitaram o pagamento da Sierra por ações. Williams recusou, o que foi interpretado pela id como uma falta de confiança da parte de Williams em relação ao potencial da companhia e de Wolfenstein 3D, e a equipe decidiu se manter independente até um futuro considerável. No final de 1993, um pouco antes do lançamento do próximo jogo, Doom, o sucesso de Wolfenstein 3D fez a id receber várias propostas de outras companhias que procuravam tornar a id uma empresa de capital aberto, todas recusadas.
Depois do lançamento do jogo, a id Software licensou o motor do jogo para outros desenvolvedores, como tinha feito anteriormente com o motor de Commander Keen, como parte de uma série de negociações que a id tinha feito em sua história; jogos que usaram o motor de Wolfenstein 3D ou derivados, incluem: Blake Stone: Aliens of Gold, os jogos da Capstone Software Corridor 7: Alien Invasion, Operation Body Count e Super 3D Noah's Ark. A Apogee tinha a intenção de produzir um pacote extra em 1993 intitulado Rise of the Triad: Wolfenstein 3D Part II, com o design feito por Tom Hall usando o motor de Wolfenstein 3D, mas durante o desenvolvimento o jogo se tornou um título independente, Rise of the Triad. Ademais, a Softdisk produziu Catacomb Abyss usando o protótipo de Wolfenstein 3D como parte da sequência da trilogia da série Catacomb 3-D.  Embora Wolfenstein 3D não tenha sido criado originalmente para ser editável ou modificável, jogadores desenvolveram editores de níveis e personagens para fazerem alterações nos conteúdos do jogo.  John Carmack e Romero, que já tinham jogado várias modificações de outros jogos, ficaram preocupados em relação as violações dos direitos do autor. As modificações dos usuários levaram a id Software a ajudar que jogos lançados posteriormente, como Doom e Quake, fossem mais facilmente modificados pelos fãs, incluindo ferramentas de editores de mapas que a id usaria em seus jogos. O código fonte original do motor de Wolfenstein 3D foi publicado em 1995; quando estava fazendo a portabilidade para iOS em 2009, Carmack utilizou as melhorias do motor feitas pelos fãs como base para essa portabilidade. Acabaria por surgir várias imitações do jogo original como Ken's Labyrinth, Nitemare 3D, The Terminator: Rampage, The Fortress of Dr. Radiaki, entre outros.
Ainda que a id Software nunca tinha desenvolvido outro Wolfenstein, já que o foco seria produzir Doom e continuações, e nunca tenha retornado para a série, vários títulos que levam o nome Wolfenstein foram produzidos por outras companhias, algumas vezes usado os motores desenvolvidos pela id. O primeiro deles foi Return to Castle Wolfenstein em 2001, um reboot da série, e o último deles Wolfenstein: The Old Blood (2015). Um desses jogos, Wolfenstein: The New Order (2014), apresenta um easter egg onde o jogador tem a possibilidade de jogar o primeiro nível de  Wolfenstein 3D.